# Arvi Pohjanpää
Arvi Pohjanpää (10 luglio 1887 – 21 dicembre 1959) è stato un ginnasta finlandese.

## Palmarès

### Olimpiadi
- Bronzo a Londra 1908 nel concorso a squadre.